# Silberstreif
Silberstreif (z niemieckiego Srebrny pas, ros. Серебряная полоса) – niemiecka operacja propagandowa na froncie wschodnim podczas II wojny światowej.

## Opis
Operacja została opracowana w kwietniu-maju 1943 roku przez Oberkommando der Wehrmacht (OKW) podczas operacyjnej przerwy w działaniach Wehrmachtu. Było to związane z przygotowywaniem potężnej ofensywy w rejonie Kurska, która otrzymała kryptonim „Cytadela”. Głównym celem było doprowadzenie jak największej liczby żołnierzy Armii Czerwonej do oddania się bez oporu do niewoli niemieckiej. Wykorzystywano przy tym fikcyjny fakt istnienia Rosyjskiej Armii Wyzwoleńczej (ROA) pod dowództwem generała Andrieja Własowa. Dlatego główne hasło operacji brzmiało: „Rosjanie przechodzą do Rosjan”. Drugim zadaniem operacji było zastraszenie czerwonoarmistów wizją nowoczesnej, ale nieznanej im jeszcze pancernej techniki wojskowej (ciężkie czołgi Panzerkampfwagen VI Tiger i ciężkie działa samobieżne – niszczyciele czołgów Sd.Kfz. 184 „Ferdinand-Elefant”), a także innego uzbrojenia. Nieprzyjacielskim żołnierzom obiecywano cały szereg udogodnień w okresie przebywania w niewoli. Podstawą był wydany 20 kwietnia Rozkaz Oberkommando des Heeres (OKH) Nr 13 „O wojskowych Armii Czerwonej, którzy dobrowolnie przeszli na stronę armii niemieckiej”, wydany z inicjatywy Adolfa Hitlera, a podpisany przez generała Kurta Zeitzlera. Po pierwsze, czerwonoarmiści oddający się do niewoli niemieckiej z własnej woli, włącznie z komisarzami politycznymi, mieli otrzymywać status inny, niż jeńców wojennych. Mieli być osadzeni w oddzielnych, lepiej wyposażonych, barakach. Zagwarantowano im pozostawienie przy sobie pieniędzy, przedmiotów osobistych, odzieży, odznaczeń wojskowych. Oficerom zapewniano, oprócz pełnego zaprowiantowania i odpowiedniego traktowania, przydzielenie: do stopnia kapitana włącznie ordynansa na 3 oficerów, od majora do pułkownika włącznie ordynansa na 2 oficerów, zaś dla każdego generała po 1 ordynansie. W ramach operacji w okresie od maja do lipca 1943 roku rozrzucono nad liniami sowieckimi i na bliskich tyłach Armii Czerwonej na całej długości frontu wschodniego ogromne ilości ulotek (na przykład w strefie działań 4 Armii Grupy Armii „Środek” ich liczba wyniosła około 520 tysięcy). Oblicza się, że było to nawet 32 miliony egzemplarzy. Duża część ulotek zawierała rosyjski przekład rozkazu Nr 13, na większości pozostałych zawarto tekst: „Czytaj rozkaz Nr 13”. Oprócz ulotek kolportowano też gazety i czasopisma w języku rosyjskim. W realizację operacji były zaangażowane też tak zwane rosyjskie pododdziały obsługi, czyli oddziały propagandowe ROA, działające przy sztabie każdej dywizji niemieckiej. 
Tak wielka kampania propagandowa zakończyła się jednak całkowitym niepowodzeniem. Na północnym odcinku frontu na stronę Niemców w maju-czerwcu 1943 roku przeszło jedynie 622 czerwonoarmistów, na dodatek zaledwie połowa zrobiła to pod wpływem operacji „Silberstreif”. Podobne liczby dotyczyły pozostałych odcinków frontu wschodniego.